# Ventorrillo (Cantabria)
Ventorrillo es una localidad del municipio de Pesquera, (Cantabria, España). En el año 2024 contaba con una población de 36 habitantes (INE).
En Ventorrillo hay restaurantes.
Está situado a la orilla este del río Besaya y sólo residen cinco familias durante todo el año, aunque en verano se puebla con los familiares que residen fuera del municipio. En Ventorrillo, el Ayuntamiento de Pesquera ha instalado un obrador para la fabricación de queso artesano y ha reconvertido la antigua fábrica de harinas La Montañesa en un centro de visitantes con la ayuda del Gobierno de Cantabria, a través de la Consejería de Medio Ambiente, Ordenación del territorio y Urbanismo y del CIMA, habilitando dos estancias, una en la que se denomina "el corredor del Besaya" que explica las diferentes vías de comunicación que han surcado el ayuntamiento de Pesquera a lo largo de los siglos, la calzada romana del siglo I a. C., el Camino Real del XVIII, el ferrocarril y la carretera N-611 a mediados del siglo XIX y la autovía A-67 a principios del XXI; la segunda estancia es la recuperación de la antigua fábrica, una parte inferior con la zona de molienda y una superior con la zona de limpia y cernido del trigo.

## Paisaje y naturaleza
El caserío del Ventorrillo se estira a lo largo del antiguo trazado del camino Real (posteriormente carretera nacional) que corría paralelo a la ribera del Besaya antes de perderse en la profunda hoz que lleva hasta Bárcena de Pie de Concha. En el entorno inmediato, la entidad natural más destacada son los prados de siega circundados por pastizales y matorral, así como ocasionales bosquetes autóctonos como el llamado del Acebal, que crece por las laderas que hay al sur del pueblo, cercano al ascenso de la carretera de San Miguel de Aguayo, donde hay un mirador.
El espacio natural más espectacular del ayuntamiento de Pesquera es, sin lugar a dudas, la garganta por la que discurre el Besaya a lo largo de los cinco kilómetros que separan el Ventorrillo de Bárcena de Pie de Concha. Los cortes producidos en los estratos de arenisca roja de época triásica se intercalan con el arbolado autóctono, a base de robles en la cara sur u de hayas y avellanos en la norte, creando un espacio de gran belleza. La mano del hombre se deja notar en las tres vías de comunicación que, a distintas alturas, discurren paralelas al cauce del Besaya. La más impactante es la carretera nacional N-611, que circula en el nivel más bajo. Por encima de ella y perfectamente integrada en el entorno, quedan restos del antiguo Camino real que se construyó en la segunda mitad del siglo XVIII. En la vertiente opuesta, el ferrocarril de RENFE (se inauguró en el año 1866) desafía a la gravedad en un trazado casi imposible de imaginar por taludes verticales, muros de fábrica inverosímiles y ocho pequeños túneles. Cualquiera de las tres vías se recomienda para disfrutar del lugar.

## Patrimonio histórico
En realidad, Ventorrillo es un barrio separado del casco principal de Pesquera, pero posee una personalidad urbanística distinta. Apuntábamos que la estructura urbana lineal de Ventorrillo tenía su origen en el paso del Camino real que se construyera entre 1748 y 1753 por Real Orden de Fernando VI. El camino vino a ser una alternativa al anticuado trazado de la calzada romana que salvaba la dificultad de terreno por el valle de Pujayo hasta Somaconcha. En principio la idea del rey era reactivar el comercio entre el puerto de Santander y Castilla, dando salida al tráfico de las lanas desde Burgos. En la centuria siguiente y hasta la conclusión definitiva del ferrocarril Alar del Rey-Santander, el camino conoció un incesante trajinar de carreteros que trasportaban trigo desde Castilla que se convertía en harina en cualquiera de los numerosos molinos que se levantaron a la vera del camino.
Gracias al camino se asentó muy próximo a Ventorrillo la ferrería del Gorgollón, en 1752, un año antes de la finalización de la obra. De hecho su construcción de debió a Marcos de Viena Pellón, a la sazón asentista constructor del Camino real, que mantenía excelentes relaciones con Juan Fernández de Isla, paladín de la protoindustrialización de Cantabria y gran impulsor de empresas madereras y perronas. La ferrería corrió parecida suerte a la cercana de Santiurde, pues a mediados del siglo XIX, incapaz de competir con la producción de los altos hornos, se reconvirtió al más lucrativo negocio de la marinería. De todo ese pasado productivo tan sólo se reconoce en la actualidad parte del edificio de la harinera (parcialmente destruido por los desescombros de la carretera nacional), así como la presa de arco en el cauce del Besaya que recogía las aguas necesarias para mover los engranajes de la instalación perrona primero y las muelas de trigo después.
En la plaza de Ventorrillo se ha rehabilitado el edificio de la antigua parada militar de caballos con la idea de ubicar un Centro de Dinamización de la Vida Rural en el que se pretende recuperar la gastronomía y agroalimentación tradicional (repostería, chocolatería, licores, etc.) así como acondicionar diversas dependencias como biblioteca pública y oficinas de información turística y cultural de la zona de Cinco Villas.